# Fragmenta Vaticana
Con il nome Fragmenta quae dicuntur Vaticana ci si riferisce a una raccolta mista di iura (frammenti giurisprudenziali) e leges (leggi imperiali) compilata in età postclassica.
L'opera fu scoperta nel 1820 da Angelo Mai nella Biblioteca vaticana in un codice palinsesto proveniente dal monastero benedettino di Bobbio. La notizia del suo ritrovamento, al quale Mai accennò già in un articolo pubblicato in quest'anno sul VII tomo del Giornale Arcadico, cominciò a circolare tuttavia nel 1821, quando Mai ne diede notizia in modo più dettagliato. 
L'opera non è giunta a noi integralmente, perché il copista che provvide ad abradere la scrittura originale (scriptura prior)  per far posto sui fogli di pergamena alla raccolta di Cassiano, non utilizzò tutti i fogli del codice originario. Egli, inoltre, ritagliò i fogli originali, riducendoli così di formato. Andarono definitivamente perduti in questo modo alcune parti dell'opera originale.
I frammenti giurisprudenziali sono tratti dalle opere di Papiniano, Paolo e Ulpiano, nonché da un'opera in materia di interdicta di un giurista anonimo. Le costituzioni imperiali vanno dal regno di Severo e Caracalla al 372 d.C. 
Poiché i testi tratti dalle opere di Papiniano sono accompagnati dalle notae dei suoi allievi Paolo e Ulpiano, si può pensare che questa raccolta sia stata compilata prima del 321, anno in cui una costituzione dell'imperatore Costantino ne vietò l'uso. La presenza nel testo del palinsesto di quattro costituzioni imperiali successive a questa data, dunque, potrebbero spiegarsi ipotizzando che esse siano state aggiunte in età successiva.
I Vaticana fragmenta furono pubblicati nel 1822 a Parigi e l'anno dopo a Berlino.
L'opera probabilmente composta in Occidente, era una compilazione privata, verosimilmente dedicata alla pratica e all'insegnamento.